# یخ‌پاره

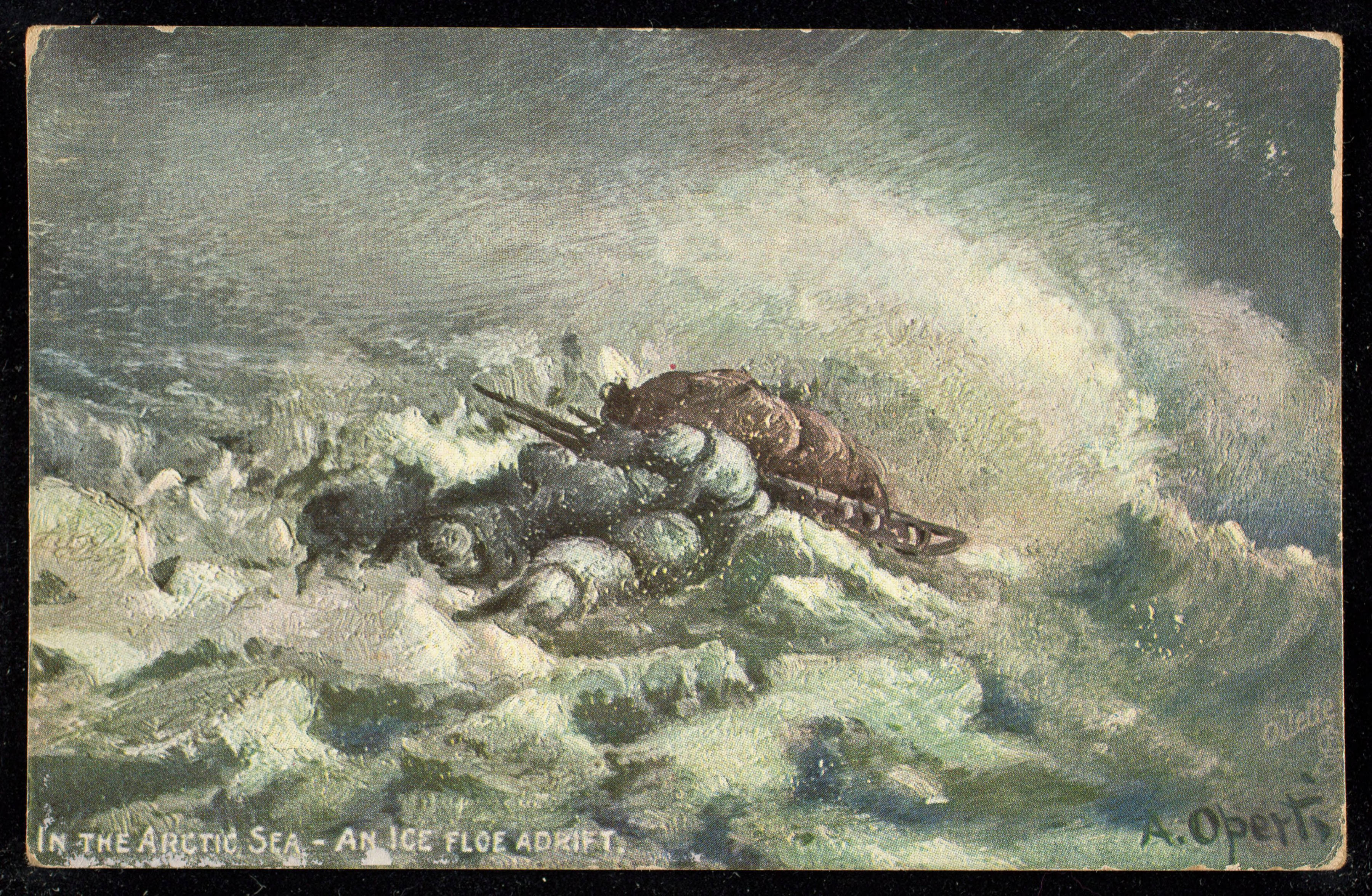
«در دریای شمالگان - یک یخپاره شناور»

یخپاره (ice floe) یا یخِ شناور (ice float) تکه بزرگی از یخ شناور است که اغلب تحت عنوان یک قطعه مسطح با عرض حداقل ۲۰ متر و طول بیش از ۱۰ کیلومتر تعریف می‌شود. آن‌ها ممکن است باعث ایجاد یخبند در رودخانه‌های آب شیرین شوند، و در آب‌های آزاد می‌توانند به تنه کشتی‌ها آسیب برساند.